# Вороблин
Вороблин (пол. Woroblin) — деревня в Бяльском повете Люблинского воеводства Польши. Входит в состав гмины Янув-Подляский. По данным переписи 2011 года, в деревне проживало 97 человек.

## География
Деревня расположена на востоке Польши, к югу от реки Западный Буг, вблизи государственной границы с Белоруссией, на расстоянии приблизительно 23 километров к северо-востоку от города Бяла-Подляска, административного центра повета. Абсолютная высота — 129 метров над уровнем моря. К югу от населённого пункта проходит региональная автодорога 698.

## История
Согласно «Справочной книжке Седлецкой губернии на 1875 год» деревня входила в состав гмины Богукалы Константиновского уезда Седлецкой губернии. В период с 1975 по 1998 годы Вороблин входил в состав Бяльскоподляского воеводства.

## Население
Демографическая структура по состоянию на 31 марта 2011 года:
|         | Всего | До трудоспособного возраста | Трудоспособного возраста | Старше трудоспособного возраста |
| ------- | ----- | --------------------------- | ------------------------ | ------------------------------- |
| Мужчины | 48    | 10                          | 32                       | 6                               |
| Женщины | 49    | 9                           | 24                       | 16                              |
| Всего   | 97    | 19                          | 56                       | 22                              |